# 1868 Thersites
Az 1868 Thersites (ideiglenes jelöléssel 2008 P-L) egy kisbolygó a Naprendszerben. Cornelis Johannes van Houten, Ingrid van Houten-Groeneveld és Tom Gehrels fedezte fel 1960. szeptember 24-én. A Jupiter pályáján keringő Trójai csoport tagja.